# Ophrestiinae
Sous-tribu
Les Ophrestiinae sont une sous-tribu de plantes à fleurs de la famille des Fabaceae, de la sous-famille des Faboideae et de la tribu des Phaseoleae.
Le genre type est Ophrestia H.M.L.Forbes, 1948.

## Liste des genres
- Cruddasia
- Ophrestia
- Pseudoeriosema